# Burg Dernbach (Dernbach)
Die Burg Dernbach, auch Burghof Dernbach genannt, 2,8 km nordwestlich von Schloss Montabaur am Ortsrand der Gemeinde Dernbach (Westerwald) im rheinland-pfälzischen Westerwaldkreis gelegen, entspricht weitgehend der Burganlage von 1812/1815. Sie ist nach aufwändiger Restaurierung sehr gut erhalten. An die frühere Kastellburg aus dem Hochmittelalter (um 1200) erinnern nur noch die Reste zweier Rundtürme, die zusammen mit dem alten Wohnhaus (Palas) an der Südseite des ausgedehnten Gebäudekomplexes erhalten sind.

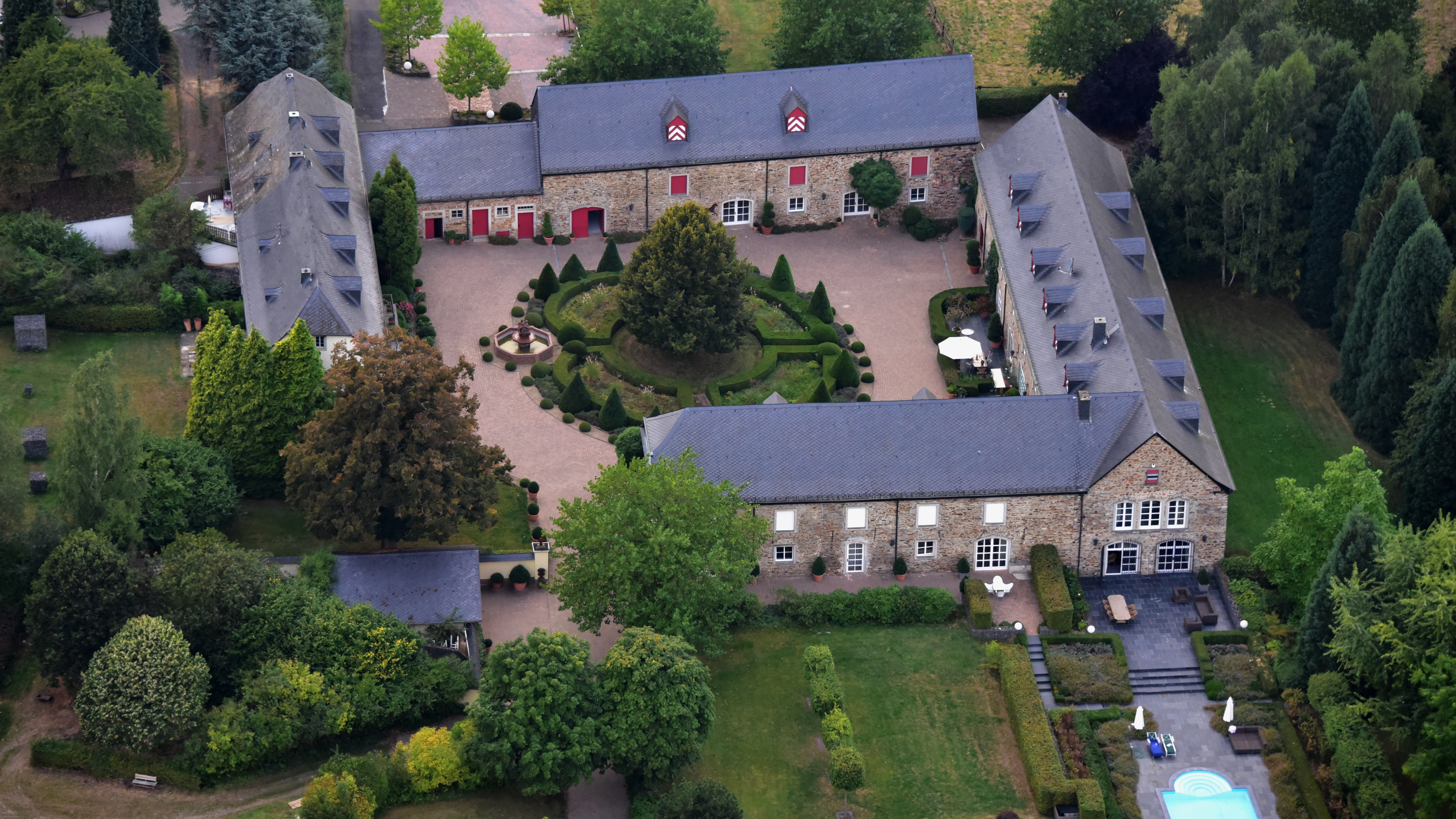
Burg Dernbach (Dernbach), Luftaufnahme (2016)

## Geschichte
Der Burghof in Dernbach gehörte 1211/14 zu den Gütern des Erzbischofs von Trier (unteres Erzstift), der als Lehnsherr auftrat. Die 1213 erstmals als Lehensnehmer erwähnten Herren von Dernbach waren Vasallen des mächtigen Adelsgeschlechtes der Grafen von Isenburg und führten deren Farben in ihrem Wappen. Sie traten 1217 in die Burgmannschaft von Montabaur (ad castrum Humbach) ein, das ein wichtiger Außenposten und zeitweilige Residenz des Erzbischofs war.
Philipp von Dernbach verkaufte die Burg 1380 an Dietrich von Grenzau. Nach dessen Tod im Jahre 1416 kam sie durch Erbschaft an das Geschlecht der Hilchen von Lorch, die das kurtrierische Lehen von 1426 bis 1722 verwalteten. Die nachfolgenden Herren von Erffa spielten dagegen kaum eine Rolle und nach ihnen fiel das Lehen 1746 an den Kurfürsten von Trier heim. 1803 ging das Eigentum an dem mittelalterlichen Bau an den Herzog von Nassau über und nach weitreichenden architektonischen Veränderungen 1866 an den Preußischen Staat. Seit 1936 ist der Burghof von Dernbach in Privatbesitz.

## Beschreibung

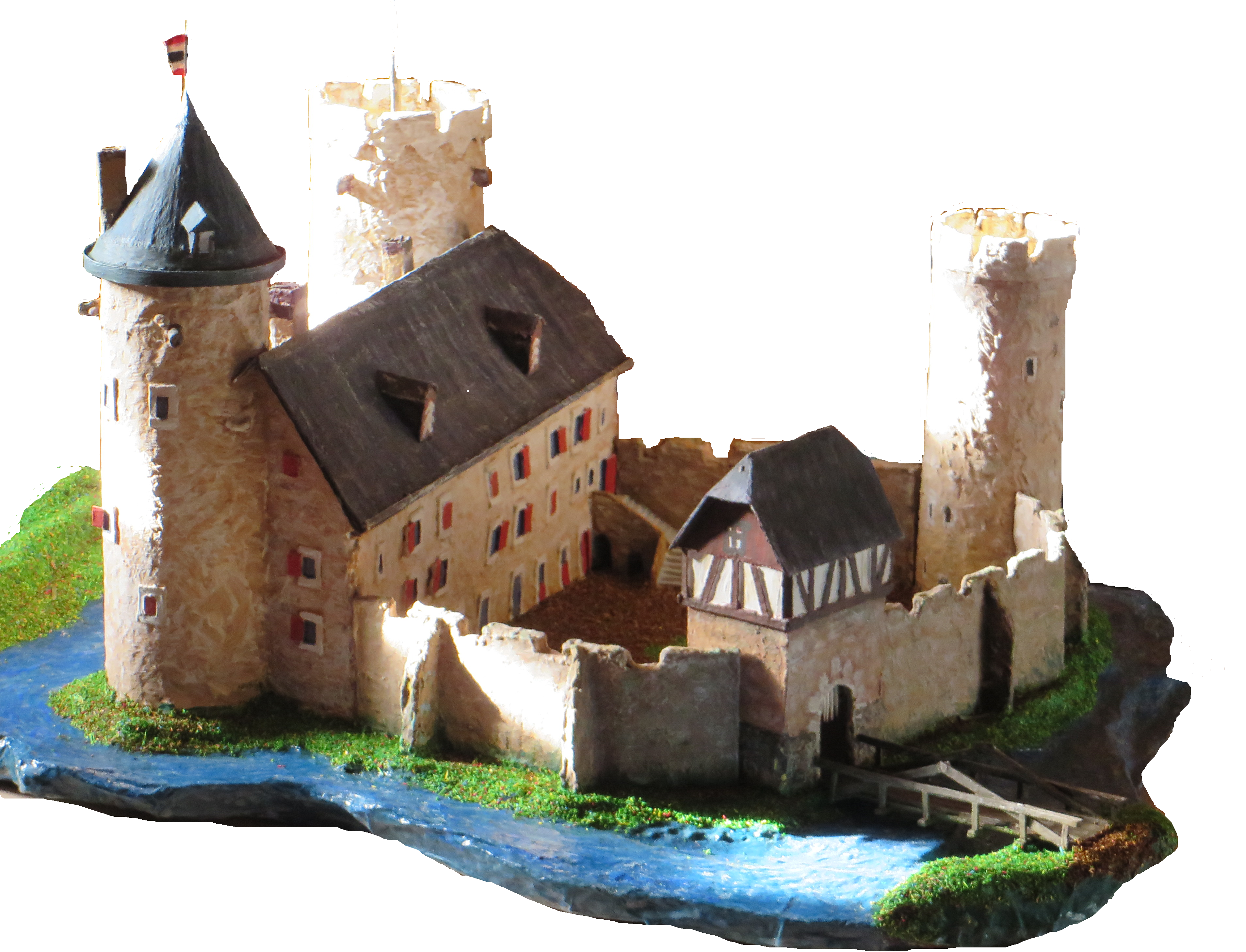
Rekonstruktion der früheren Wasserburg Dernbach aus dem 13. Jahrhundert

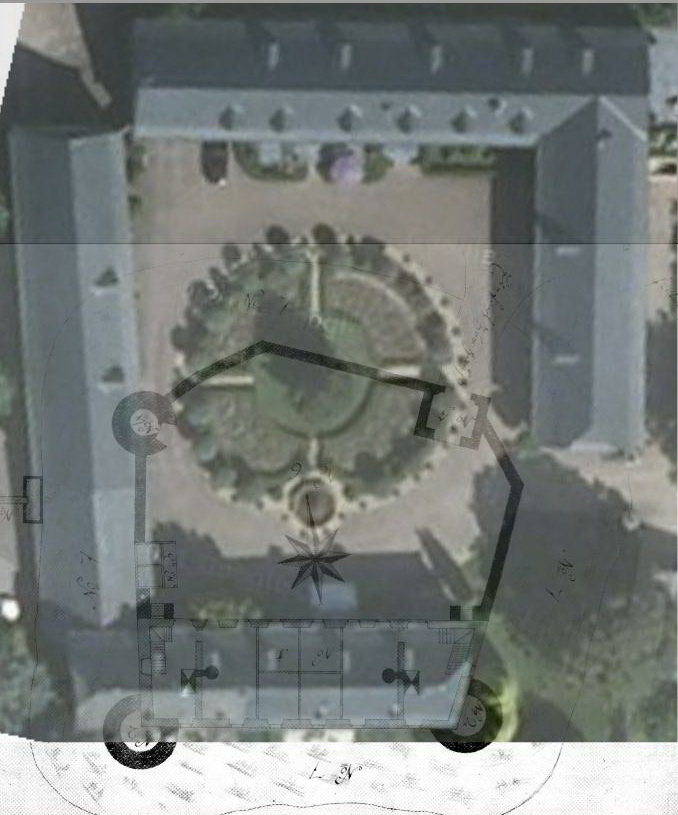
Grundriss der alten Burg im Vergleich zum heutigen Zustand

Die frühere Kastellburg war deutlich kleiner als der im 19. Jahrhundert neu errichtete heutige Gebäudekomplex. Drei runde Wehrtürme und der viereckige Torturm an der Nordseite sowie das Wohnhaus an der Südseite waren mit einer hohen Ringmauer verbunden und von einem Wassergraben umgeben. Am Torturm gab es eine Holzbrücke für den Zugang zum Innenhof. Obgleich wenig unterhalb (d. h. nördlich) die wahrscheinlich im 12. Jahrhundert erbaute St. Laurentius-Kapelle stand, verfügte sie bis ins 18. Jahrhundert über eine eigene Burgkapelle. Als im Zuge der Baumaßnahmen von 1812/1815 die Ringmauer und zwei der vier Türme abgerissen wurden, gab es sie schon nicht mehr. 1901 wurde auch die von der Burg getrennt stehende Kapelle der Gemeinde Dernbach niedergelegt und das kunsthistorisch bedeutende Inventar ausgelagert, darunter die bekannte Dernbacher Beweinung (Anfang 15. Jahrhundert). Sie ist im Diözesanmuseum Limburg ausgestellt. An den Vorgang und die historischen Ursprünge erinnert das Denkmal des Heiligen Laurentius auf dem gleichnamigen Platz zwischen dem Burghof und der Burgsportanlage aus den 1960er Jahren.